# Daniel Lopes Cruz
Daniel Lopes Cruz (Salvador, 1º giugno 1982) è un ex calciatore brasiliano, di ruolo difensore.

## Carriera
Ha giocato nella massima serie dei campionati polacco, portoghese ed azero e nella seconda divisione brasiliana.

## Palmarès

### Club

#### Competizioni statali
- Campionato Baiano: 1

Vitória: 2007